# Чумацкий Шлях (Херсонская область)
Чума́цкий Шлях (укр. Чумацький Шлях), до 2016 г. — Влади́миро-Ильи́нка — село в Новотроицкой поселковой общине Генического района Херсонской области Украины.
Расположено в 45 км к северо-западу от районного центра и в 8 км от автодороги Р-47 Каховка — Новоалексеевка. Сельскому совету подчинены села Катериновка, Новореповка, Новоукраинка, Софиевка.
На территории Владимиро-Ильинки находилась центральная усадьба колхоза им. Шевченко, до 1993 года, за которым закреплено 15 860 га сельскохозяйственных угодий, из них 13 200 га пахотной земли, в том числе 3414 га — орошаемой, 2539 га занимают пастбища. В колхозе имени Шевченко были развиты овцеводство и молочное животноводство. Выращивали зерновые и кормовые культуры, подсолнечник и овощи. Подсобные предприятия — мельница с маслобойней, цех по изготовлению гранул и травяной муки. 60 передовиков колхозного производства удостоены орденов и медалей Союза ССР, среди них ордена Ленина — председатель колхоза И. Е. Кальченко (почетный председатель колхоза), ордена Октябрьской революции — комбайнер В. П. Осипченко и доярка Е. С. Налитина.
В селе есть средняя школа, дом культуры с залом на 400 мест, библиотека с книжным фондом 7 тыс. экземпляров; участковая больница, ясли-сад на 140 мест (нынче не работает), отделение связи, радиоузел, АТС на 100 номеров. Проложен водопровод протяженностью 9,5 км, заасфальтированы 6 км улиц.
До 1991 года в партийной организации объединены 111 коммунистов, в 2 комсомольских — 269 членов ВЛКСМ. Партийная ячейка создана в 1924, первая комсомольская — в 1924 году.
Село основано в 1921 г. Название получило в честь В. И. Ленина, в связи с 50-летием со дня его рождения. На фронтах Великой Отечественной войны против фашистских захватчиков сражались 123 местных жителя; 45 из них удостоены орденов и медалей СССР, 98 — погибли. Воинам-односельчанам, отдавшим жизнь в боях, установлен памятник. В братских могилах Владимиро-Ильинки и Новореповки похоронены советские воины, павшие при освобождении этих сел.
В 1964 г. во Владимиро-Ильинке сооружен памятник В. И. Ленину. Вблизи села исследованы курганы с погребениями эпохи меди — бронзы (III—II тысячелетия до н. э.), скифов и сарматов (IV в. до н. э., — II в. н. э.).

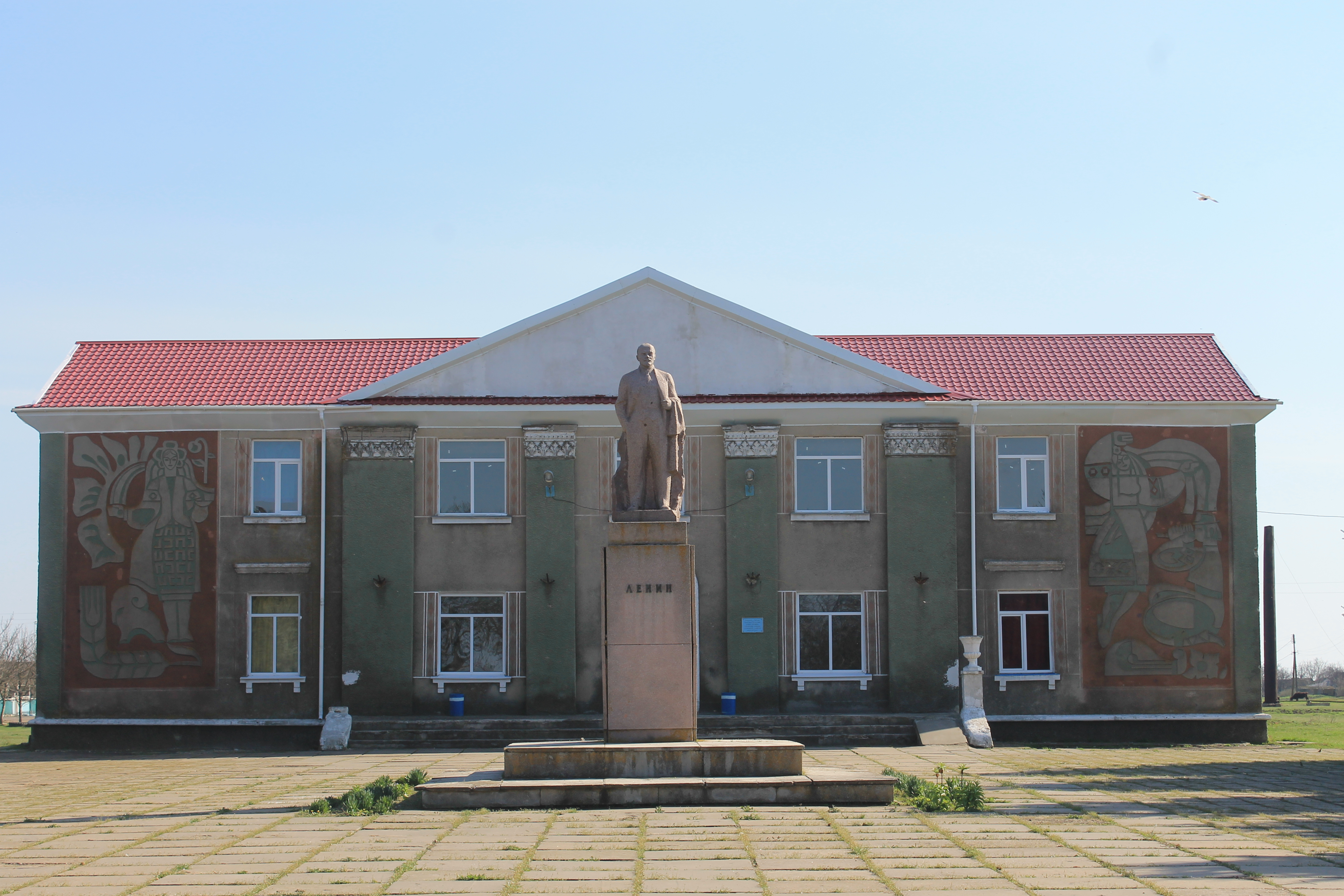
Клуб села Чумацкий Шлях
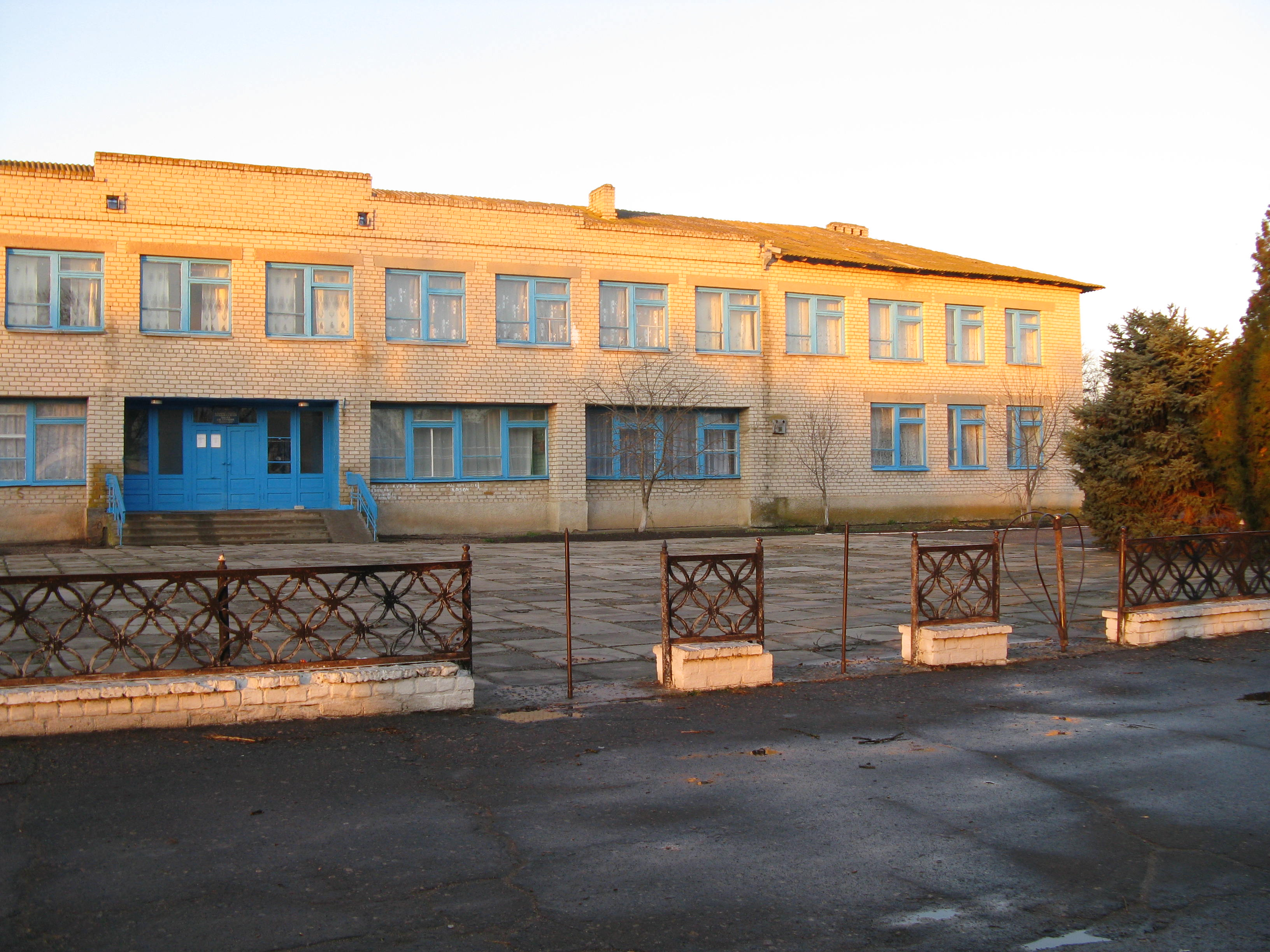
Школа села Чумацкий Шлях